# Трипалладийсамарий
Трипалладийсамарий — бинарное неорганическое соединение
палладия и самария
с формулой SmPd3,
кристаллы.

## Получение
- Сплавление стехиометрических количеств чистых веществ:

{\displaystyle {\mathsf {3Pd+Sm\ {\xrightarrow {1620^{o}C}}\ SmPd_{3}}}}

## Физические свойства
Трипалладийсамарий образует кристаллы
кубической сингонии,
пространственная группа P m3m,
параметры ячейки a = 0,4110 нм, Z = 1,
структура типа тримедьзолота AuCu3
.
Соединение конгруэнтно плавится при температуре 1620 °C
и имеет область гомогенности 4 ат.% (при 1120 °C).